# 염주 (불교)

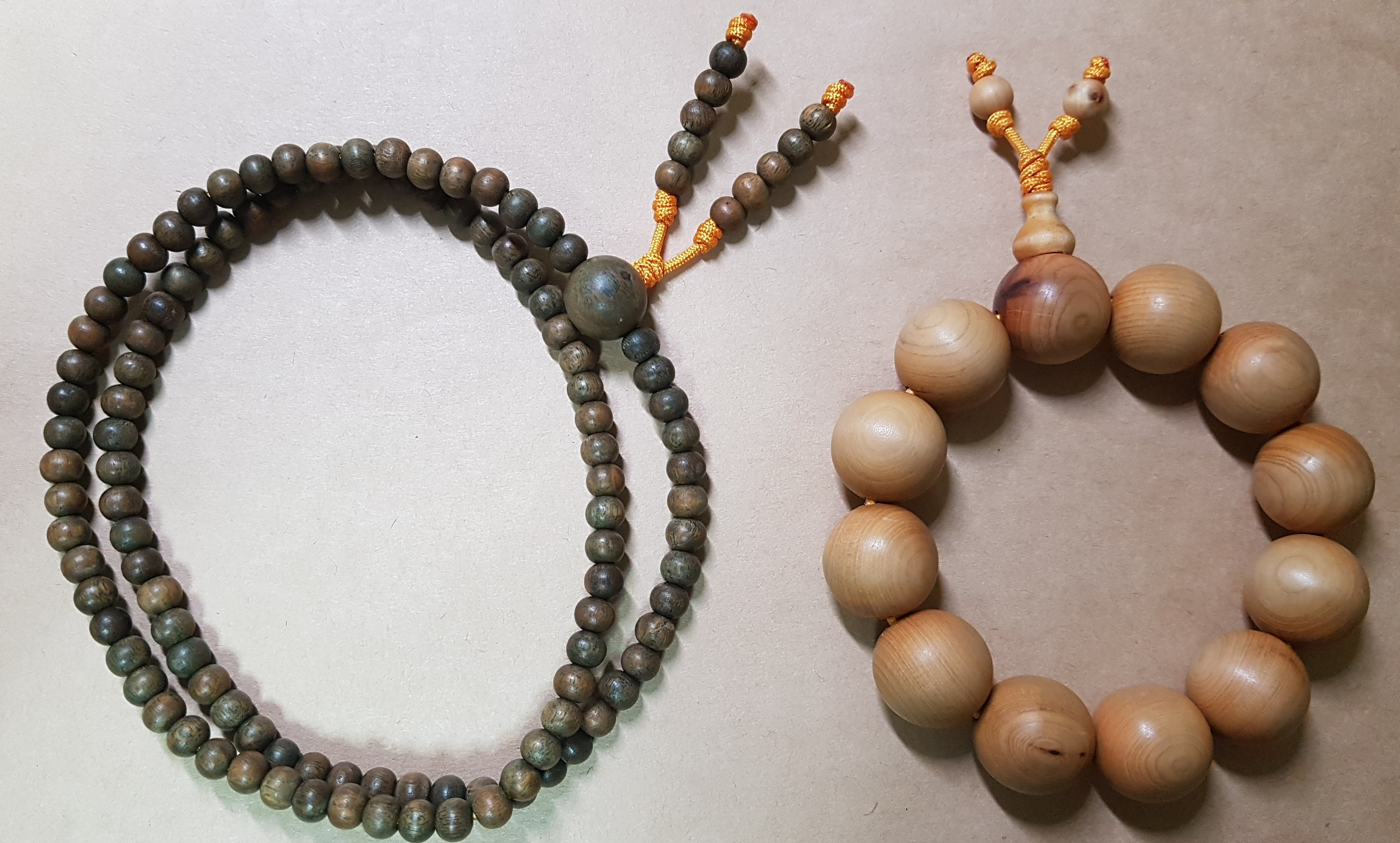
buddhist mala

염주(Buddhist prayer beads 또는 malas)는 인도의  브라만교, 힌두교, 자이나교 등에서 가장 먼저 사용하였다가 불교로 보급되었으며 다시 인도에서 유럽으로 전해졌다. 목걸이, 팔찌, 반지 등이 있다.